# Hondurella verrucosa
Hondurella verrucosa is een eenoogkreeftjessoort uit de familie van de Pseudocyclopidae. De wetenschappelijke naam van de soort is voor het eerst geldig gepubliceerd in 2007 door Suárez-Morales & Iliffe.